# Le Prévôt de Beaumont
Jean-Charles-Guillaume Le Prévôt de Beaumont (Beaumont-le-Roger, 24 de noviembre de 1726 - Bernay, 22 de diciembre de 1823) fue un abogado francés, proveniente de la región de Normandía, que se hizo famoso por denunciar un "pacto de hambre" o "complot de hambre" (pacte de famine) que beneficiaba a especuladores y políticos franceses, en perjuicio de las clases populares, que se enfrentaban periódicamente al hambre como consecuencia de la escasez y elevación del precio del pan (alimento básico y casi único en las épocas de carestía). Fuera cierta o falsa tal teoría de conspiración, lo que sí era un hecho es la reiteración de hambrunas en la época (no menos de once en los sesenta años anteriores a la Revolución francesa, 1729-1789), al tiempo que la legislación sobre el comercio de granos variaba entre la liberalización y la tasa.
Tras estudiar Derecho, Le Prévôt se instaló en París como secretario abogado del agent général du clergé de France ("agente general del clero de Francia").
En 1768 llegaron por casualidad a su poder unos documentos que le convencieron de la existencia de lo que denominó pacte de famine ("pacto de hambre"): una conspiración para comprar a precio bajo y acaparar cereales en los años de buena cosecha, que serían sacados del reino (a las islas inglesas del Canal de la Mancha -Jersey y Guernesey-, muy cercanas a la costa de Normandía), donde esperaban a ser vendidos a precios exorbitantes en los años de carestía. Denunció el hecho al Parlamento de Normandía en Ruan, ante el que acusó al contrôleur général des finances ("controlador general de las finanzas") Clément Charles François de L’Averdy de haberse enriquecido personalmente mediante esa táctica monopolística del comercio de granos. La denuncia desembocó en la detención el 17 de noviembre de 1768 del propio denunciante, Le Prévot, que fue recluido en La Bastilla. Así comenzó un cautiverio de 21 años en cinco prisiones diferentes. En 1769 fue trasladado al donjon del Château de Vincennes, en 1784 a Charenton y en 1787 a Bicêtre y por último a Bercy, bajo la autoridad del lieutenant de police ("teniente de policía") Louis Thiroux de Crosne. Fue liberado el 5 de septiembre de 1789, y se dedicó a escribir sobre el caso que le había llevado a prisión, viviendo de una modesta pensión que le concedieron las autoridades revolucionarias, que consideraron injusto su cautiverio. Su escrito, titulado Prisonnier d’État ("prisionero de Estado"), se publicó en 1791.

## Documentos
- Dénonciation d’un pacte de famine générale, au roi Louis XV, ouvrage manuscrit, trouvé à la Bastille le 14 juillet dernier, très-relatif au temps présent, & contenant des découvertes fort intéressantes sur les malversations & les déprédations secrettes de quelques hommes d’Etat, M. Maradan (ed.)
- Le prisonnier d'état, ou Tableau historique de la captivité de J. C. G. Le Prévôt de Beaumont, durant vingt-deux ans deux mois, J. P. Roux & Compagnie, 1791.